# Квартал всемирной выставки

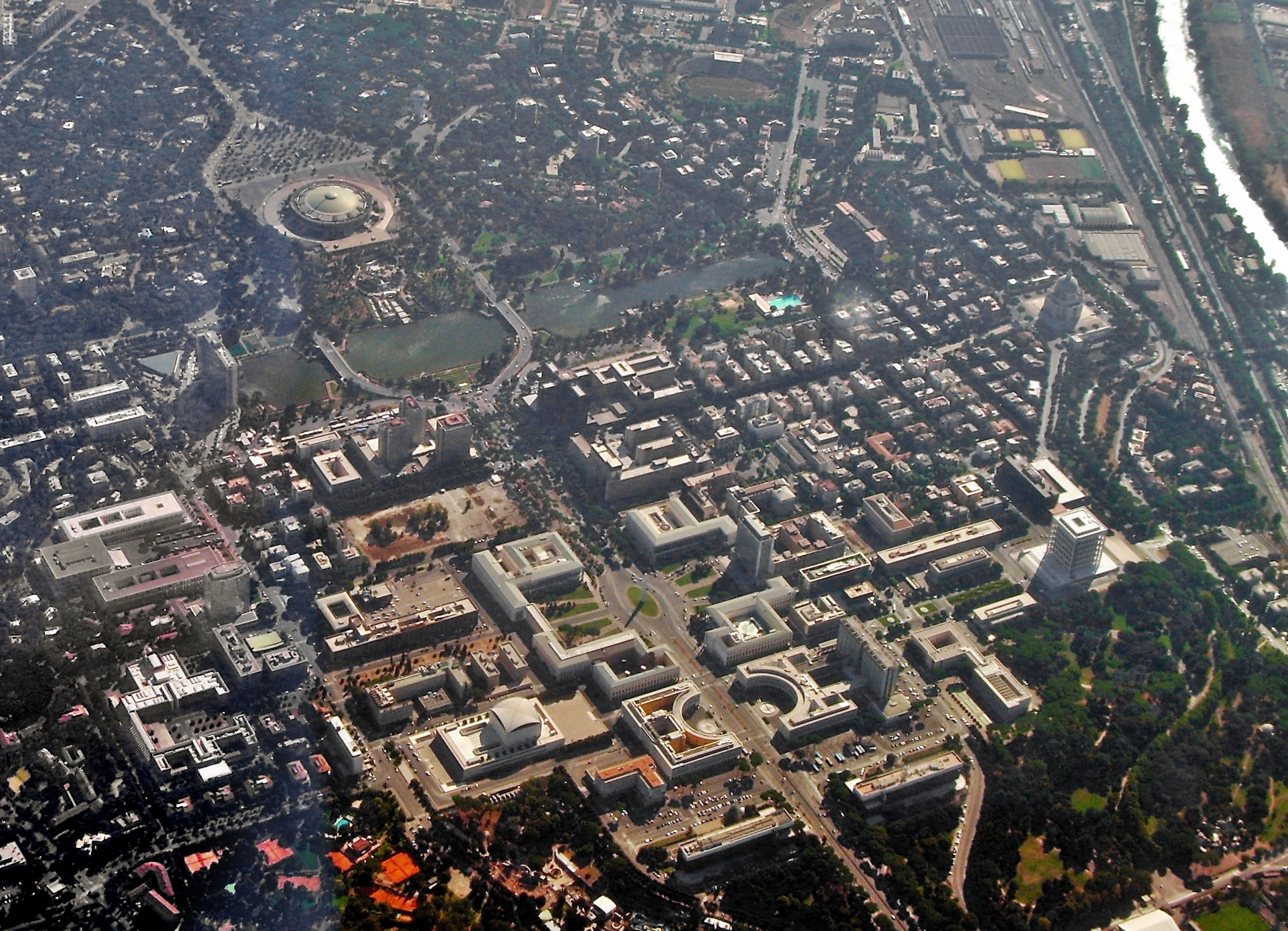
Общий вид квартала

Квартал всемирной выставки (итал. Esposizione Universale di Roma, «Всемирная выставка Рима», сокращённо E.U.R.) — обширный комплекс зданий, построенных по приказу диктатора Бенито Муссолини в 1935—1943 годах архитекторами новеченто на юго-западе Рима в рамках подготовки к проведению всемирной выставки (выставка не состоялась).
В 1935 г. губернатор Рима Джузеппе Боттаи изложил Муссолини идею устроить в столице в 1937 году Всемирную выставку, которая бы прославила итальянскую нацию и фашистский режим. Выставку затем перенесли на 1942 год, в этом году Муссолини планировал торжественно отметить 20-летие Марша на Рим, и новый градостроительный комплекс должен был стать «выставкой достижений фашизма в Италии».
Квартал должен был с размахом воплотить в камне идею «новой Римской империи». Его архитектурный облик стал предметом споров между разработчиками проекта, во главе которых стоял Марчелло Пьячентини. Строительство района в южной части столицы началось в 1939 году. Первое название: E42 (Esposizione 1942). Однако строительство остановили в 1941 году, а в следующем году Италия вступила во Вторую мировую войну. Работы возобновили в 1950 году с целью завершить их к началу римских Олимпийских игр 1960 года.
Наиболее репрезентативным зданием был призван стать многоэтажный Дворец итальянской цивилизации (архитекторы Дж. Гуэррини, Дж. Микелуччи, Э. Ла Падула, М. Романо). Прозванный «квадратным Колизеем», дворец «производит впечатление архитектурной утопии, скалькированной с античных архетипов». Остальные здания квартала тоже строились из традиционных для Италии материалов (мрамор, туф, известняк), но в основе их лежали принципы ещё более строгого рационализма.
Комплекс EUR включает главный проспект (Виа Кристофоро Коломбо), водоемы, площадь Маркони, Дворец конгрессов, Дворец культуры труда, его назвали «Квадратным Колизеем» («Colosseo quadrato»), Музей Римской цивилизации, Дворец спорта, церковь Святых Петра и Павла и другие сооружения. Над проектами работали известные итальянские архитекторы: Л. Виетти, Дж. Гуэррини, Дж. Муцио, Дж. Пагано, Л. Пиччинато, Э. Росси, А. Фоскини и многие другие. Во всех постройках обыгрываются мотивы, традиционные для архитектуры Римской империи и классической Италии, благо великие образцы рядом. Но они трактуются модернистским образом, что отражает амбиции политического режима Муссолини и его претензии на ведущую роль в современном искусстве. Не случайно модернизированный классицизм так и называют фашистским, или «ликторским стилем» (итал. stile littorio, от fascio littorio — «ликторская связка», эмблема итальянских фашистов). Несложно заметить сходство некоторых зданий с фантазиями Джорджо де Кирико. Как отмечают специалисты, постройки «имеют какой-то спартанский, аскетичный вид, с монотонными фасадами, которые разве что изредка украшены пилястрами или колоннами без капителей и кое-где снаружи обставлены скульптурами с донельзя упрощенной фактурой и пластикой». Примечательно, что мотив аркад — характерный для античной и ренессансной архитектуры — своеобразно претворен и в «метафизической живописи» Дж. де Кирико. Он же многократно повторяется в зданиях EUR. Связь «метафизической живописи», идей футуризма и неоклассических тенденций итальянской архитектуры 1930-х годов очевидна.
Одним из невоплощённых проектов является Арка, спроектированная в 1939 году Адальберто Либерой. Её изображение можно видеть на официальном рекламном плакате Всемирной выставки. Огромную арку из стали, одетую в алюминиевый сплав, диаметром до 320 м планировали возвести в качестве ворот в Рим со стороны ведущей от моря автострады. Она не была построена, но идею использовал американский архитектор финского происхождения Ээро Сааринен (Младший) для знаменитой Арки: «Ворота Сент-Луиса» (Мемориала Т. Джефферсона) в Сент-Луисе, штат Миссури, (проект 1947—1948, реализация 1965—1967). В настоящее время в Риме подготовлен проект возведения арки EUR.
В послевоенное время на территории квартала открылись этнографический музей Пигорини и спортивный комплекс Палалоттоматика, спроектированный Пьячентини и Нерви. Своеобразная архитектура квартала привлекала к нему внимание многих режиссёров — Бернардо Бертолуччи («Конформист»), Федерико Феллини («Боккаччо 70»), Питера Гринуэя («Живот архитектора»), Майкла Лемана («Гудзонский ястреб»).
По территории квартала Всемирной выставки, на временной городской трассе (в двух разных конфигурациях), в 2018—2023 годах проходили гонки электрического чемпионата Формула-Е.

## Галерея

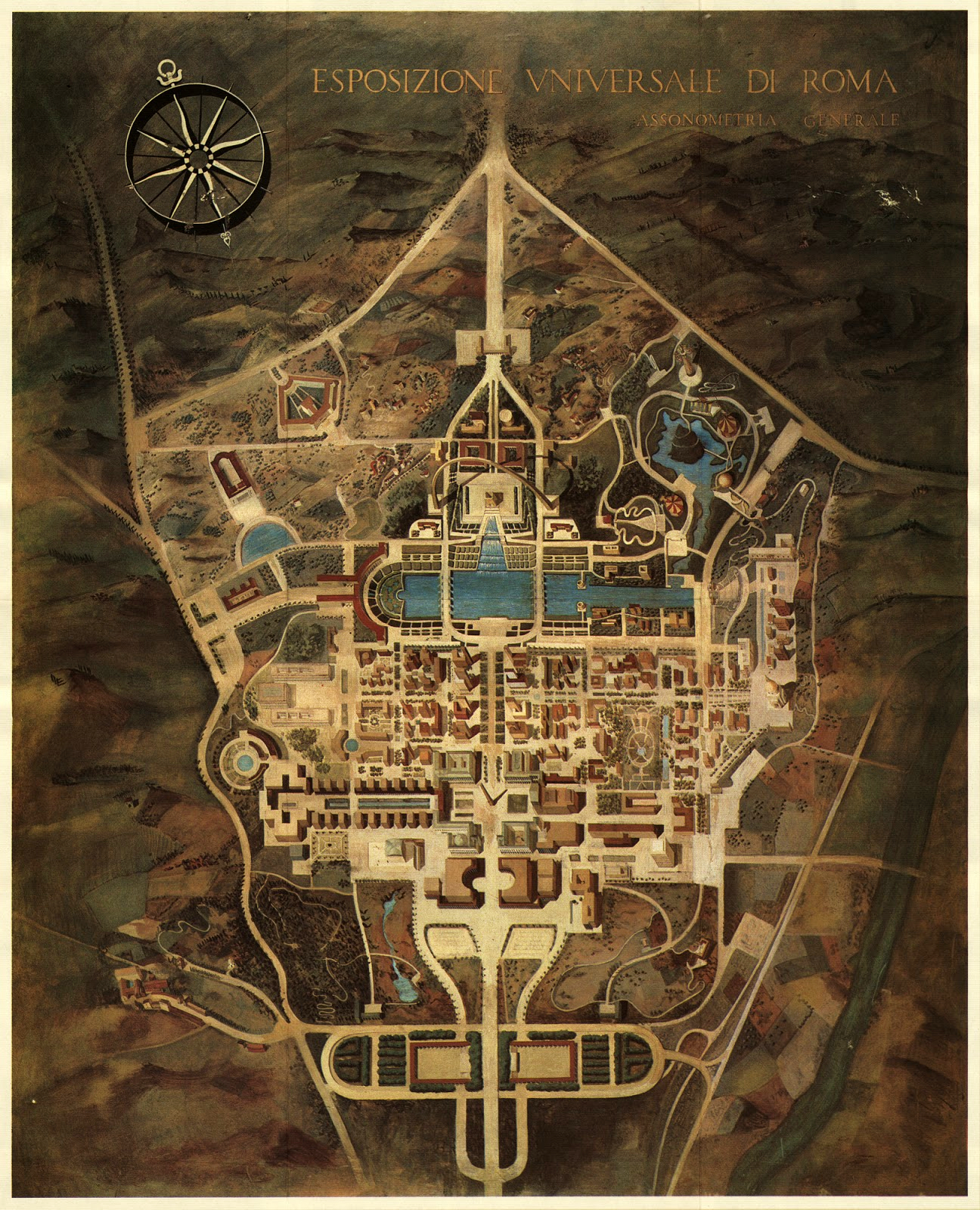
План комплекса. Первый проект
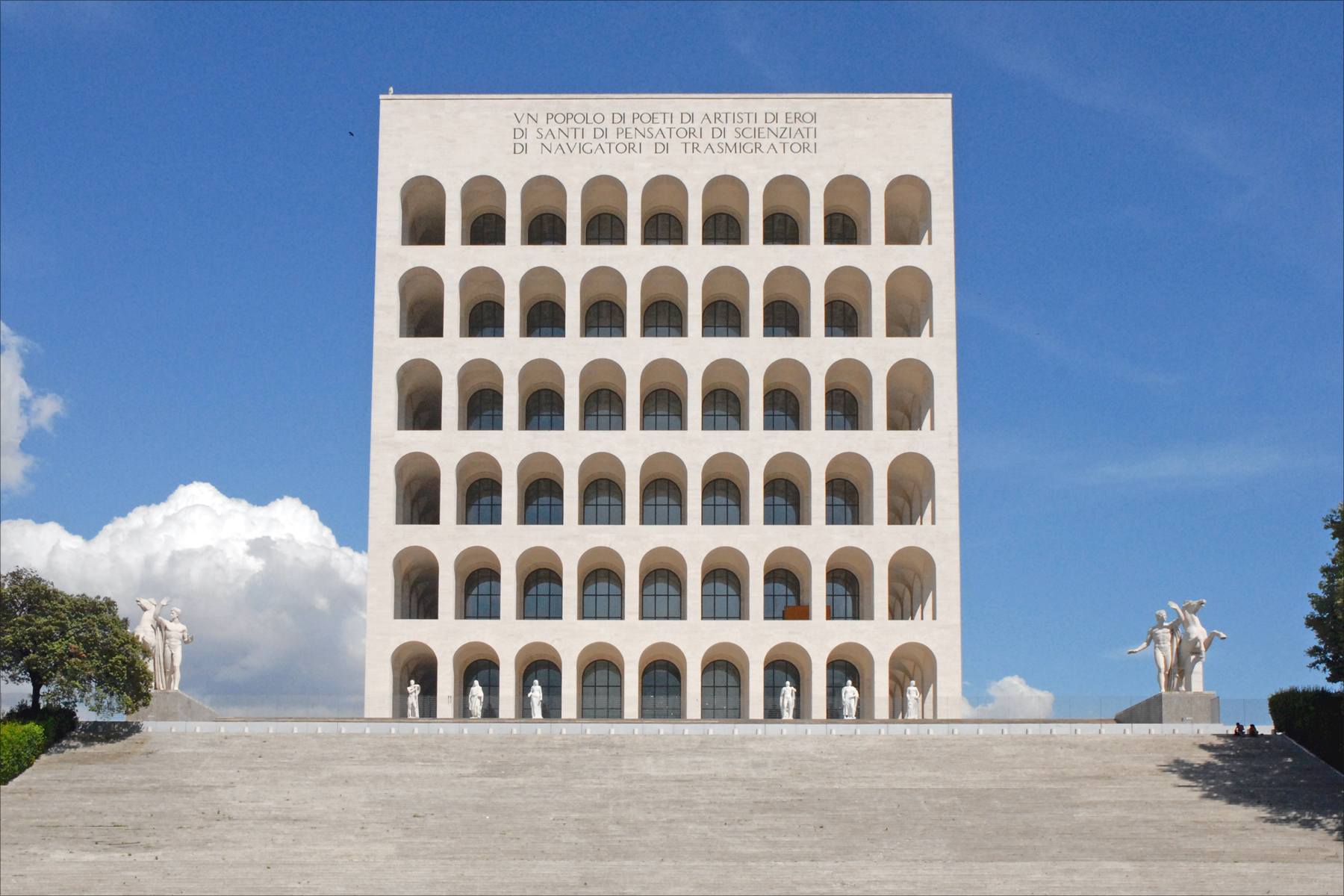
Дворец итальянской цивилизации
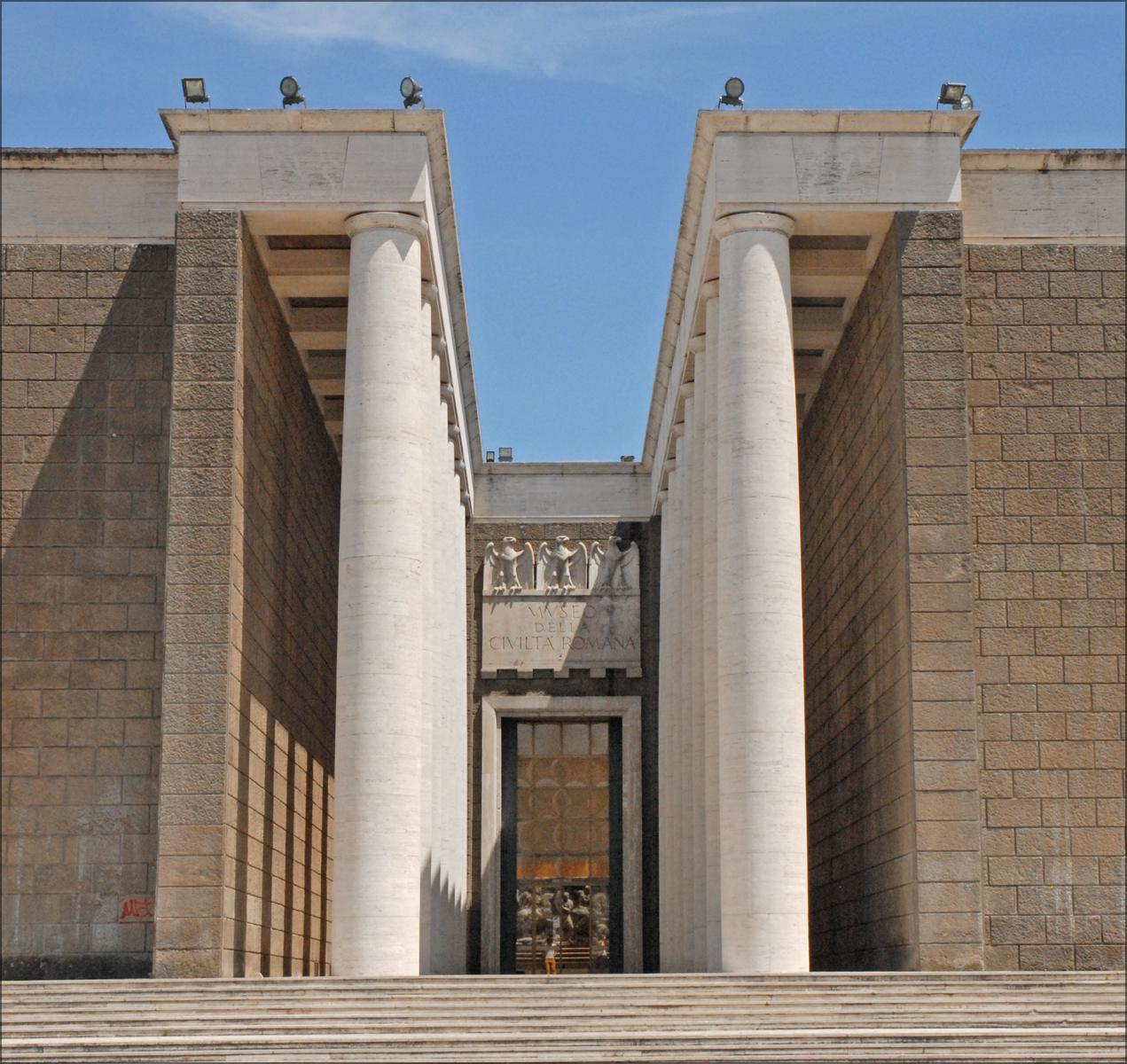
Музей римской цивилизации
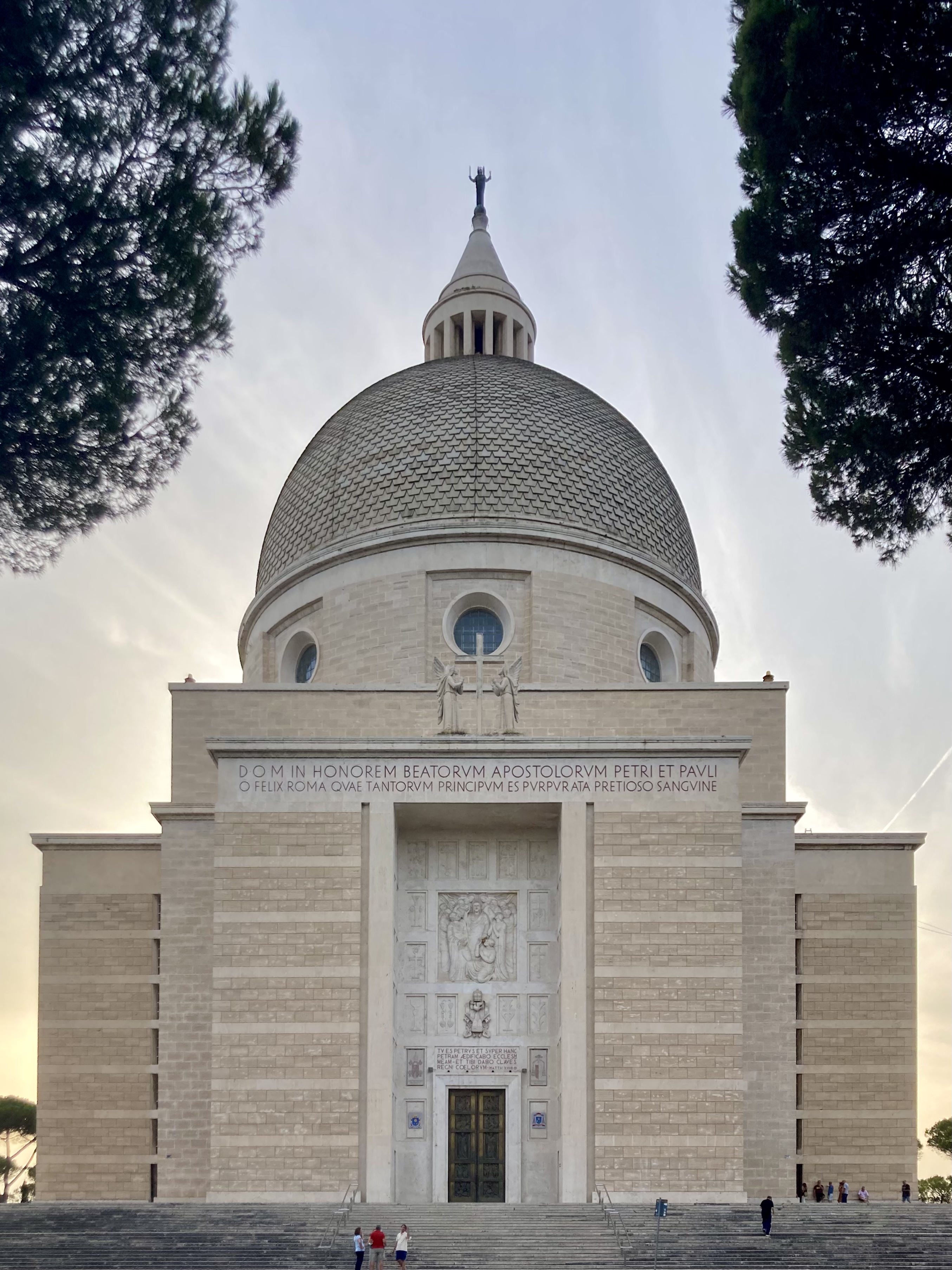
Базилика Санти-Пьетро-э-Паоло-а-Виа-Остиенсе
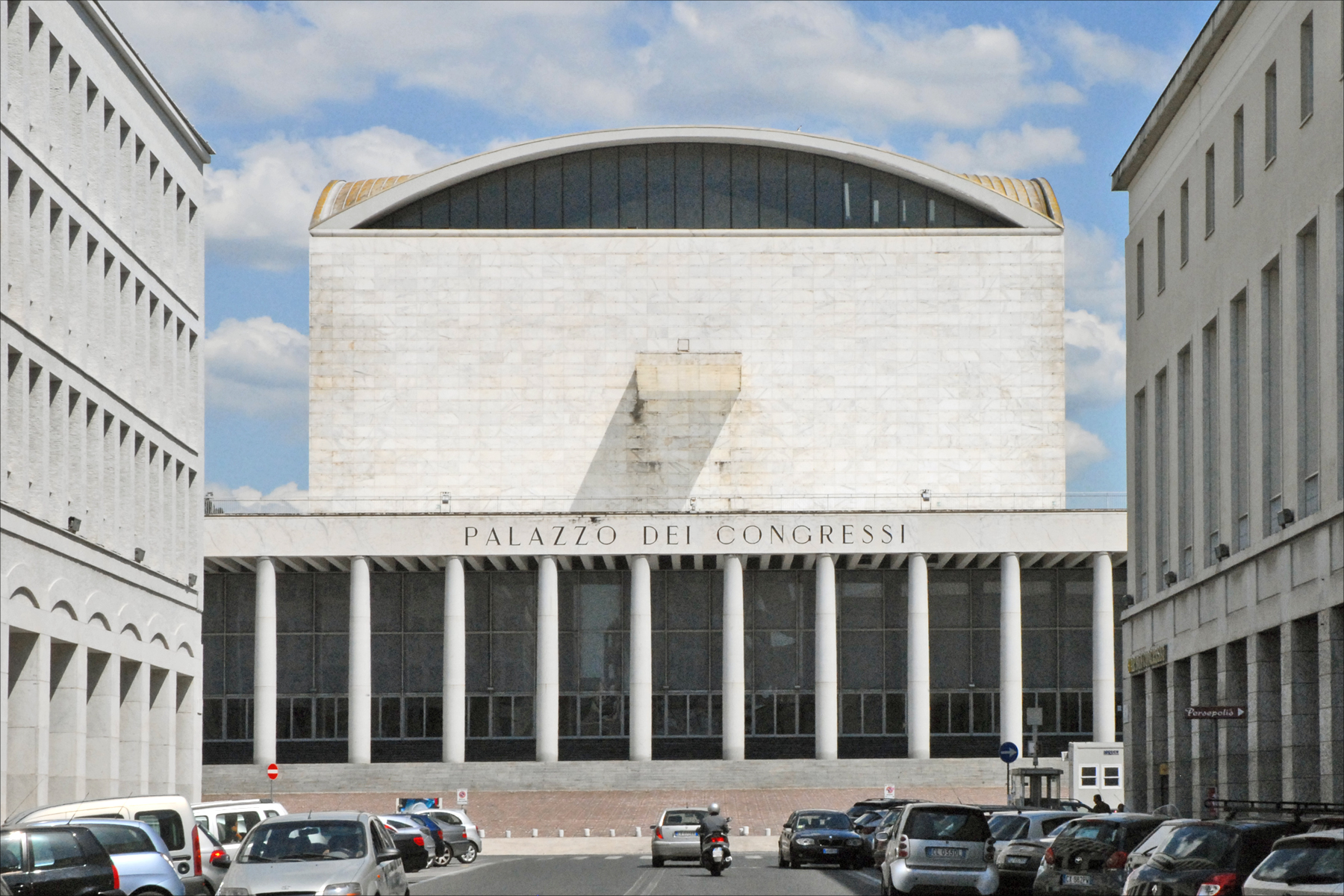
Дворец конгрессов
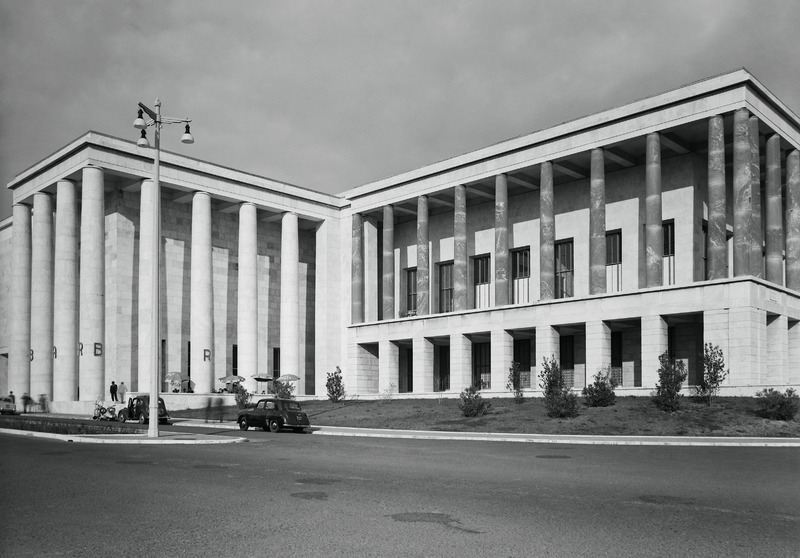
Национальный музей искусств и народных традиций
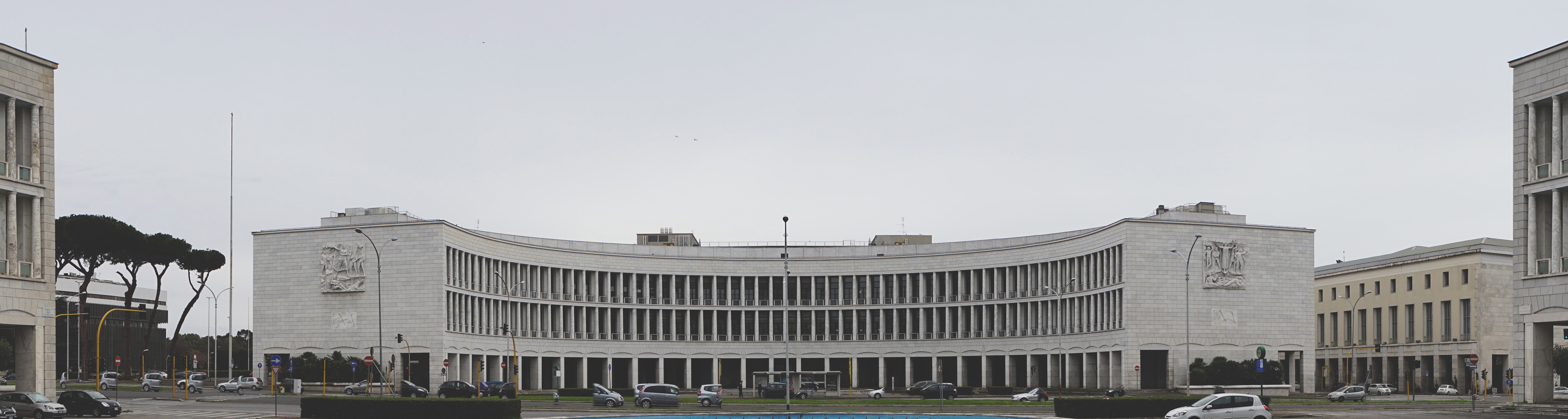
Здания социального обеспечения и страхования